# أريان سوينكلس
اريان سوينكلس (بالهولندية: Arjan Swinkels) (15 أكتوبر 1984 في هولندا - ) هو لاعب كرة قدم هولندي في مركز الدفاع. لعب مع رودا ياي سي وفيلم تو تيلبورغ وليرس.

## وصلات خارجية
- أريان سوينكلس على موقع قاعدة بيانات كرة القدم.إي يو (الإنجليزية)
- أريان سوينكلس على موقع Soccerway.com (الإنجليزية)
- أريان سوينكلس على موقع عالم كرة القدم.نت (الإنجليزية)